# 悬钟站
悬钟站是位于中华人民共和国河北省邯郸市涉县索堡镇的一个铁路车站，邮政编码056402。车站建于1975年，有邯长铁路和阳涉铁路经过该站，现办理客货运业务，车站及其上下行区间均已电气化。车站距离邯郸站125公里，隶属中国铁路北京局集团，是四等站。